# Gruendler Glacier
Gruendler Glacier är en glaciär i Antarktis. Den ligger i Östantarktis. Nya Zeeland gör anspråk på området. Gruendler Glacier ligger 1 402 meter över havet.
Terrängen runt Gruendler Glacier är kuperad åt sydväst, men åt nordost är den bergig. Gruendler Glacier ligger nere i en dal.  Trakten är obefolkad. Det finns inga samhällen i närheten. 